# Trichostomum interruptum
Trichostomum interruptum là một loài rêu trong họ Pottiaceae. Loài này được (Mitt.) Besch. mô tả khoa học đầu tiên năm 1875.